# 木下栄

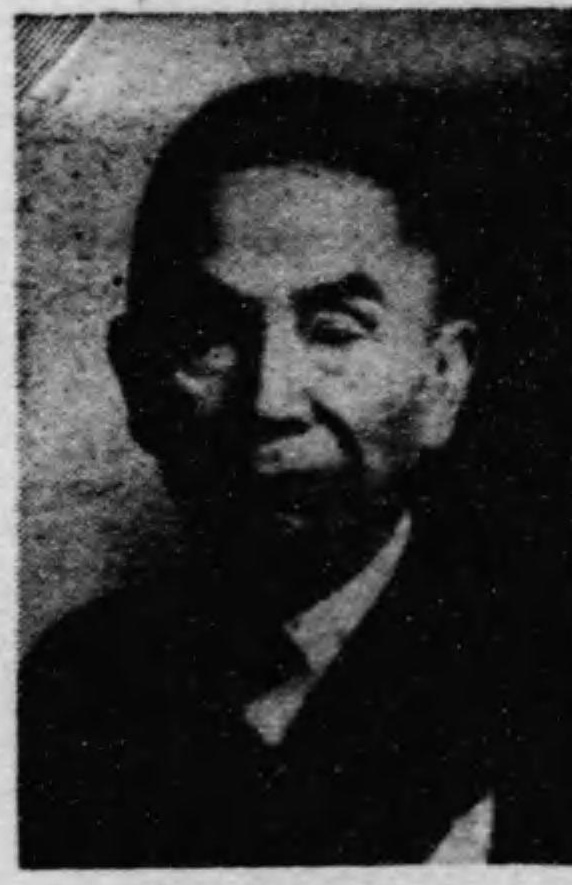
木下栄

木下 栄（きのした さかえ、1882年（明治15年）5月1日-1952年（昭和27年）5月26日）は日本の政治家、実業家。衆議院議員（3期）、神姫合同自動車（現神姫バス）社長。

## 略歴
長野県下伊那郡喬木村大字富田で生まれる。和仏法律学校(現・法政大学)で学んだ後、台湾総督府法院に書記として勤める。その後、満州日日新聞、神戸又新日報の社員を経て、神姫合同自動車社長に就任する。
大日本帝国憲法下での最後の総選挙である第22回衆議院議員総選挙、第23回衆議院議員総選挙、第24回衆議院議員総選挙に当選する。
芦田内閣で運輸政務次官を務め、党では国民協同党中央執行委員、国民民主党総務委員会長を歴任する。
1952年（昭和27年）5月26日に死去。